# Chilocorus
Chilocorus là một chi bọ cánh cứng trong phân họ Chilocorinae, họ Coccinellidae.

## Các loài
Chi này có các loài Chilocorus.
- Chilocorus bipustulatus (Linnaeus, 1758)
- Chilocorus braeti Weise, 1895
- Chilocorus cacti (Linnaeus, 1767)
- Chilocorus canariensis Crotch, 1874
- Chilocorus circumdatus (Gyllenhal in Schönherr, 1808)
- Chilocorus coelosimilis Kapur, 1967
- Chilocorus fraternus LeConte, 1860
- Chilocorus hauseri Weise, 1895
- Chilocorus hexacyclus Smith
- Chilocorus infernalis Mulsant, 1853
- Chilocorus kuwanae Silvestri, 1909
- Chilocorus matsumurai Miyatake, 1985
- Chilocorus melanophthalmus Mulsant, 1850
- Chilocorus melas Weise, 1898
- Chilocorus nigritus (Fabricius, 1798)
- Chilocorus orbus Casey, 1899
- Chilocorus politus Mulsant, 1850
- Chilocorus renipustulatus (L.G. Scriba, 1791)
- Chilocorus rubidus Hope in Gray, 1831
- Chilocorus similis (Rossi, 1790)
- Chilocorus stigma (Say)
- Chilocorus subindicus Booth, 1998
- Chilocorus tricyclus Smith
- Chilocorus tumidus Leng, 1908